# Bondelswart
Die Bondelswart (auch Bondelzwart), eigentlich ǃGami-ǂnunKlicklaut, selten auch fälschlicherweise Bondelswarts, sind eine Volksgruppe der Orlam-Nama in Namibia. Zum Teil werden sie in den Aufzeichnungen der Kolonialherren auch als Bondelswart-Nama oder Bondelswart-Hottentotten bezeichnet.

## Aufstand

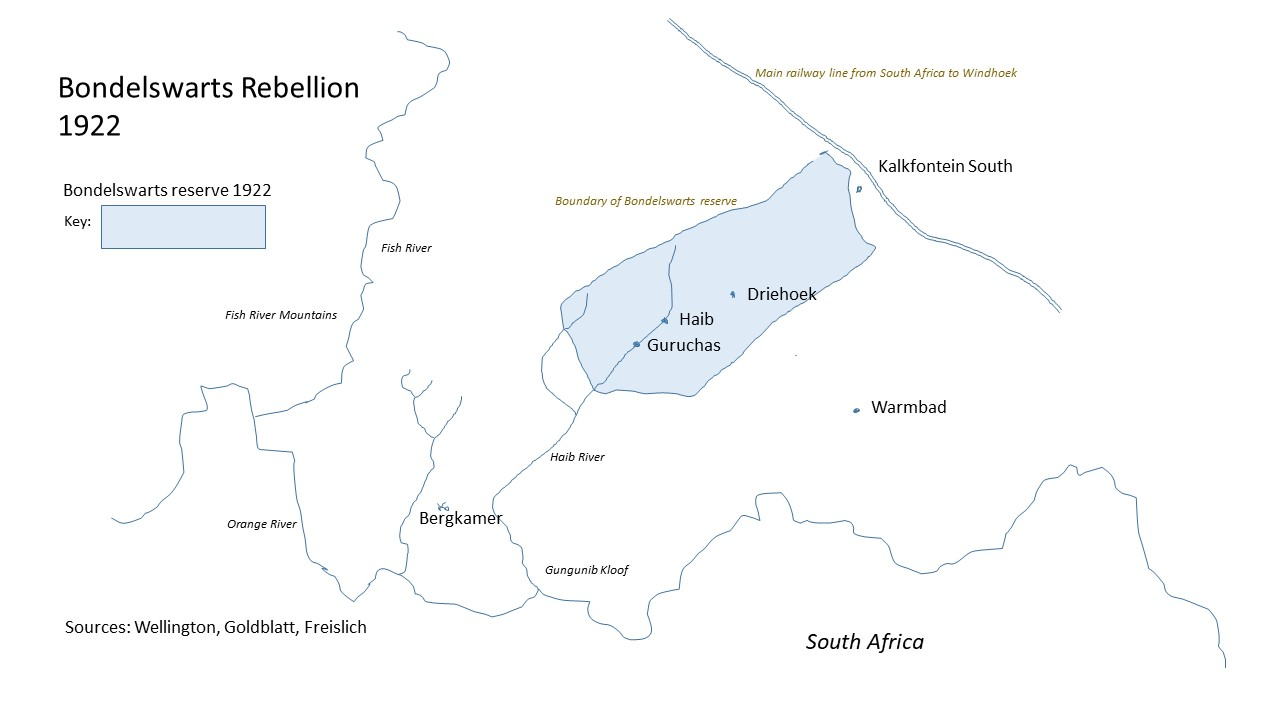
Wichtige Schlachtgebiete im Aufstand 1922

In die Geschichte eingegangen sind die Bondelswart zu Beginn des 20. Jahrhunderts, als sie Ende 1903 einen Aufstand gegen die deutschen kolonialen Schutztruppen durchführten. Hierbei wurden sie von Jakobus Morenga unterstützt, der seine taktischen Erfahrungen später im Kampf gegen die Deutschen verwenden konnte.
Der Aufstand wurde ausgelöst durch das Verhalten der deutschen Schutztruppe. Der zuständige Distriktchef hatte den Kaptein der Bondelswart, Jan Abraham Christian zu sich zitiert, um ihn wegen eines Bagatelldeliktes zur Rechenschaft zu ziehen. Als dieser sich weigerte, kam es zu einem Schusswechsel, bei dem der Kaptein tödlich getroffen wurde. Auf deutscher Seite starben der Distriktchef, Leutnant Walther Jobst und zwei weitere Bewaffnete.
Kaiser Wilhelm II. ordnete am 7. November 1903 persönlich die schnellstmögliche Niederschlagung des Aufstandes an. Bei dem Gefecht von Hartebestmund am 12. Dezember erlitt eine deutsche Patrouille allerdings eine Niederlage und flüchtete über den Oranjefluss zu den Briten, die die Deutschen vorübergehend internierten. Am 27. Dezember 1903 kam es zur Vereinbarung eines befristeten Waffenstillstandes. Nach Ausbruch des Aufstandes der Herero am 12. Januar 1904 mussten die Deutschen ihre Truppen schnellstmöglich in den Norden Südwestafrikas verlegen. Am 27. Januar 1904 kam es zum Abschluss eines Friedensvertrages in Heiragabis, in dem die Bondelswart sich verpflichteten, den Deutschen ihre Waffen auszuliefern.

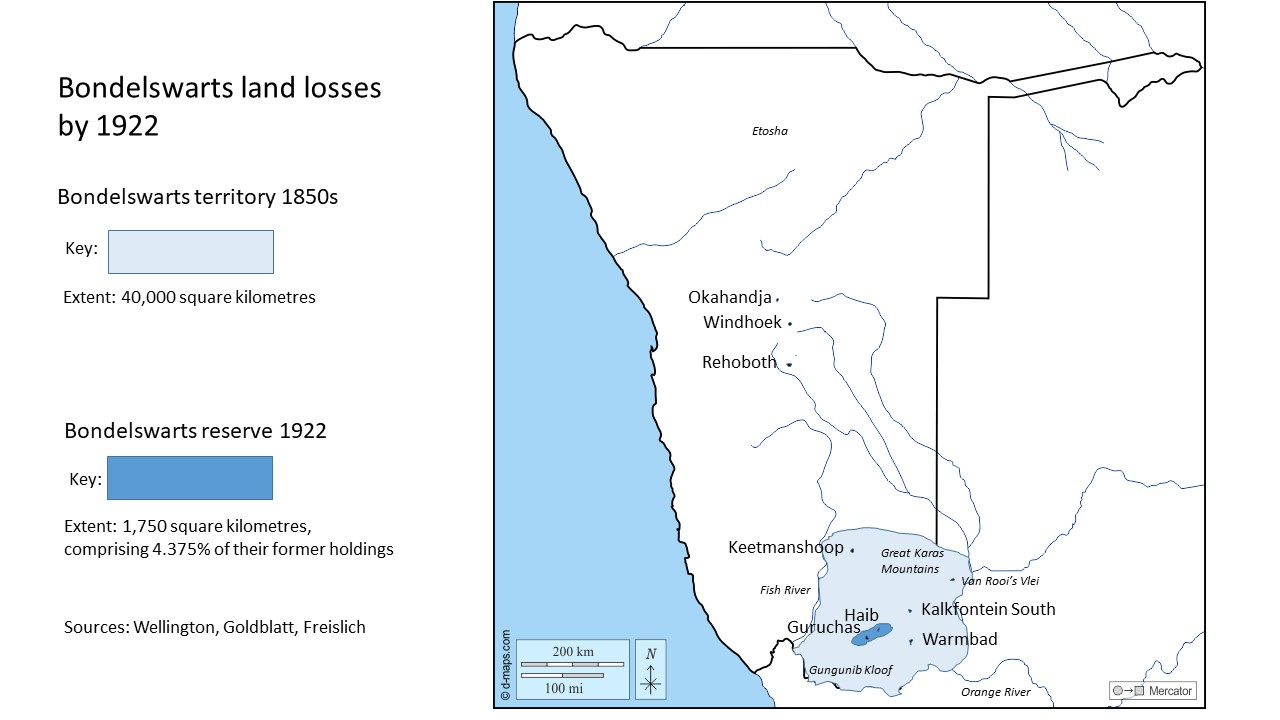
Landverluste der Bondelswart zwischen 1850 und 1922

Zu Beginn des Aufstandes der Nama rekrutierte Morenga seine Abteilung hauptsächlich aus unzufriedenen Bondelswart. Die in Warmbad ansässigen Stammesangehörigen unter ihrem Kaptein Johannes Christian (ǃNanseb ǂKhami ǂNaoxamab) wurden im Oktober 1904 von den deutschen Truppen in einem Handstreich entwaffnet und interniert, bevor sie sich der Erhebung anschließen konnten. Nachdem die Bondelswart infolge einer missverstandenen Weisung im Mai 1905 wieder auf freien Fuß gesetzt wurden, schlossen sie sich sofort den Aufständischen an. Da es nicht gelang, die im Guerillakrieg geschickten Bondelswart militärisch zu besiegen, entschloss sich die Kolonialverwaltung ab Oktober 1906 zur Verhandlungslösung. Daraufhin ergab sich am 21. November eine erste Abteilung unter Cornelius Stürmann, am 22. Dezember 1906 die Masse der Stammesangehörigen unter Johannes Christian. Zu den Bedingungen des Friedensvertrages gehörte, dass die Bondelswart ihre Waffen abgaben und die deutsche Herrschaft anerkannten. Im Gegenzug wurde ihnen Straffreiheit zugesichert; sie erhielten garantierte Wohnsitze sowie mehrere Ziegen- und Schafherden. Eine weitere Gruppe Bondelswart unter Abraham Morris, die in die benachbarte Kapkolonie geflüchtet und dort von den Briten interniert worden war, kehrte nach dem Vertragsabschluss zurück und unterwarf sich den Deutschen.
Unmittelbar mit Beginn des Ersten Weltkriegs in Südwestafrika führte die deutsche Kolonialleitung eine schon länger erwogene Deportation der Bondelswart in den Norden der Kolonie durch. Daher unterstützten die Bondelswart zunächst die südafrikanischen Unionstruppen, als diese 1915 bis in den Norden Deutsch-Südwestafrikas vorrückten.
Nachdem Deutsch-Südwestafrika am Ende des Ersten Weltkriegs an die Südafrikanische Union unter britischer Oberherrschaft gestellt wurde, erhoben sich die Bondelswart unter ihrem Anführer Abraham Morris in der Bondelswart-Rebellion im Mai 1922 erneut. Ursache dieser Erhebung war die Steuerpolitik der britischen Verwaltung. Das Lager der Aufständischen wurde von Polizeieinheiten und Siedlermilizen eingeschlossen, dann aus der Luft bombardiert und so zur Kapitulation gezwungen.